# Сатмарел (Сату Маре)
Сатмарел (рум. Sătmărel) насеље је у Румунији у округу Сату Маре у општини Велико село. Oпштина се налази на надморској висини од 117 m.

## Становништво
Према подацима из 2002. године у насељу је живело 1445 становника.

### Попис2002.
| Расподела становништва по националности 2002.‍ | Расподела становништва по националности 2002.‍ | Расподела становништва по националности 2002.‍ | Расподела становништва по националности 2002.‍ | Расподела становништва по националности 2002.‍ |
| --------------------------------------------- | --------------------------------------------- | --------------------------------------------- | --------------------------------------------- | --------------------------------------------- |
|                                               |                                               |                                               |                                               |                                               |
| Румуни                                        | Румуни                                        |                                               | 1.315                                         | 91,1%                                         |
| Мађари                                        | Мађари                                        |                                               | 37                                            | 2,6%                                          |
| Роми                                          | Роми                                          |                                               | 92                                            | 6,4%                                          |